# Suze Splinter

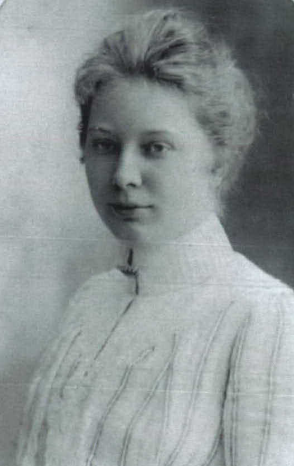
Suze Splinter (ca.1900-1902).

Susanna Martina ("Suze") Splinter (Leiden, 23 januari 1878 - Noordwijk, 16 maart 1931) was een Nederlands schaakster en harpiste.
Zij was een van de eerste vrouwelijke schakers die zich met mannen kon meten en de eerste Nederlandse vrouw die zich aansloot bij een 'mannenschaakvereniging'.

## Levensloop
Suzanna Martina ("Suze") Splinter was het eerste kind van Johanna Antoinetta Smit (1851-1900) en Jacob Splinter (1852–1929), kruidenier van het huis De Gouden Bal aan de Mare, te Leiden. Na Suze volgden nog Abraham Christiaan (1879–1923) en Jeanne Antoinette ("Antoinette") (1881–1932).

Op haar tweeëntwintigste slaagde ze voor het examen apothekersbediende. Ze zal er niet veel mee gedaan hebben, want tot tegen haar dertigste was ze veelvuldig in de Nederlandse schaakwereld betrokken en in 1908 vertrok ze naar het buitenland voor een muzikale carrière met de harp. 
Ze was een getalenteerd harpspeelster en vertrok naar Leipzig voor een studie aan het conservatorium. Na enige tijd in diverse grote steden van het toenmalig Duitsland te hebben opgetreden, trad ze in 1910 toe tot het Stadstheater van Odessa, in het toenmalige Zuid-Rusland.
Ze moet enige indruk gemaakt hebben, want in 1913 is door Johannes Snoer (1868-1936) in Leipzig Romance, een muziekstuk voor de harp, gecomponeerd en opgedragen aan "Fräulein" Suze Splinter.
Er zijn aanwijzingen dat Splinter in vroege jaren twintig terug in Nederland was. Ze trouwde in 1929 op 51-jarige leeftijd te Leiden met architect A.J.P. van den Hurk, voor wie dit zijn tweede huwelijk was.
Suze Splinter overleed twee jaar later in Noordwijk.

## Schaken
Suze kreeg het schaken vermoedelijk van huis uit mee: vader Splinter schaakte en was lid van het Leidse Schaakgezelschap Palamedes. Haar broer Christiaan moet er ook door aangestoken zijn. De eerste vermeldingen van de Splinters in het nieuws dateren van 1897: het zijn hun veelvuldig ingezonden (correcte) oplossingen van schaakpuzzels in de krant.
Suze Splinter's oudstbekende optreden aan het bord dateert van 1898, toen ze als twintigjarige negende werd in het eerste nationale dameswedstrijd dat in Den Haag gehouden werd. Haar niveau moet snel gestegen te zijn want aan het einde van de negentiende eeuw in de Nederlandse schaakwereld bleek ze reeds gewaagd te zijn aan de mannen. Ze zou eind oktober 1900 – ze was toen 22 jaar – tot Palamedes toegelaten worden. Ze was hiermee de eerste vrouw in Nederland die tot een 'mannenschaakclub' toetrad. In korte tijd werd ze vicevoorzitter van de vereniging. Een kleine maand later werd ze ook nog eens lid van het Leidsch Schaakgenootschap. Dit ging echter niet zomaar, ze werd pas na enige strijd toegelaten op voorwaarde dat ze geen bezwaar zou maken tegen het roken.
In november dat jaar versloeg Splinter in Haarlem de Duitse schaakmeester Mieses in een simultaan te Haarlem. Uit een groep van vierentwintig behoorde ze tot de drie spelers die wisten te winnen; verder won Mieses zeventien partijen en maakte hij vier remises.
Splinter won daarna de vierde Nationale damesschaakwedstrijd te Haarlem, gehouden in 1901, in afwezigheid van Hendrica Jansen.
In de zomer van 1902 is ze een van de acht tegenstanders tijdens een blindsimultaan van Rudolf Loman, die voor de gelegenheid uit Londen naar Leiden was gekomen. "Onder zijne tegenspelers behoorden eenigen van de sterkste Leidsche spelers", aldus het Algemeen Handelsblad, en Splinter was de enige die er een winstpartij uit haalde. Van de overige partijen won Loman er vier en maakte hij drie remises.
Suze's vader, Jacob Splinter, nam het vicevoorzitterschap van Palamedes van haar over toen ze in 1908 voor studie naar het buitenland vertrok. Suze werd voor de gelegenheid tot erelid van Palamedes benoemd. In de schaakwereld is sindsdien niets meer van haar vernomen.

#### Winstpartij
Suze Splinter liet zien dat vrouwen in de schaakwereld niet voor mannen hoefden onder te doen, een perceptie die in de 20e eeuw door met name Hein Donner werd verbreid met de stelling dat vrouwen niet kunnen schaken. Onderstaande partij werd gespeeld in de wedstrijd van het Leidsch Schaakgenootschap tegen de Delftsche Schaakclub. Splinter mist ettelijke keren sterke voortzettingen, maar toont beter positiespel dan haar tegenstander, die haar al in de opening een winnende stelling toespeelt.
3 maart 1901
1. e2-e4, e7-e5 2. Pg1-f3, Pb8-c6 3.Lf1-b5, Pg8-f6 4. 0-0,  Lf8-c5 5. c2-c3, 0-0 6. d2-d4, e5xd4 7.c3xd4, Lc5-b6 8.Pb1-c3, Dd8-e7 9.Lc1-g5, d7-d6 10.Lb5xc6, b7xc6 11.e4-e5, d6xe5 12.d4xe5, ... (Zie diagram) 12. ...,Tf8-d8 13.Dd1-c2, Lb6-d4 14.e5xf6, Ld4xf6 15.Lg5xf6, De7xf6 16.Pc3-e4, Df6-g6 17.Pf3-e5, Dg6-e6 18.Pe5xc6, Td8-d5 19.Tf1-e1, Lc8-b7 20.Pe4-g5, De6-h6 21.Pc6-e7+, Kg8-f8 22.Pg5xh7+, Kf8-e8 23. Pe7-f5++, ... Zwart geeft op.